# آتش‌بازی‌های ناکام لوک
آتش‌بازی‌های ناکام لوک (انگلیسی: Luke's Fireworks Fizzle) یک فیلم کمدی صامت کوتاه به کارگردانی هال روچ است که در سال ۱۹۱۶ منتشر شد.

## بازیگران
- هارولد لوید
- اسناب پالرد
- ببه دنیلز
- سمی بروکس
- باد جیمیسون
- چارلز استیونسون
- ارل موهان
- فرد سی. نیومیر
- سیدنی دی گری